# A Moment Like This
«A Moment Like This» es el primer sencillo de la cantante estadounidense Kelly Clarkson. La canción fue escrita por Jörgen Elofsson y John Reid del proyecto británico de música house Nightcrawlers y producida por Stephen Ferrera y Steve Mac.
Fue lanzado como un doble lado A con "Before Your Love" como su sencillo de coronación después de ganar la primera temporada de American Idol. La canción fue incluida más tarde en su álbum de estudio debut, Thankful (2003). 
"A Moment Like This" fue un gran éxito en América del Norte, encabezando el Billboard Hot 100 de Estados Unidos y la Canadian Singles Chart.

## Video musical
El video musical de "A Moment Like This" fue dirigido por Antti J. Tiene a Clarkson explorando un teatro vacío, donde sube al escenario para cantar e interpretar la canción. También se muestran clips de ella cantando en American Idol y emocionándose cuando ganó la competencia.

## Lista de canciones
| CD sencillo |                      |                 |          |  |
| N.º         | Título               | Producer(s)     | Duración |  |
| 1.          | «Before Your Love»   | Child           | 4:00     |  |
| 2.          | «A Moment Like This» | Stephen Ferrera | 3:50     |  |

| DVD sencillo |                                    |             |          |  |
| N.º          | Título                             | Producer(s) | Duración |  |
| 1.           | «Before Your Love» (Music video)   |             | 3:52     |  |
| 2.           | «A Moment Like This» (Music video) |             | 3:47     |  |

## Posicionamiento en listas
| Lista (2002–2006)                   | Máxima posición |
| ----------------------------------- | --------------- |
| Canadá (Nielsen SoundScan)          | 1               |
| Canadá Radio (Nielsen BDS)          | 20              |
| Canadá AC (Nielsen BDS)             | 20              |
| Canadá CHR/Top 40 (Nielsen BDS)     | 10              |
| Estados Unidos (Billboard Hot 100)  | 1               |
| Estados Unidos (Adult Contemporary) | 4               |
| Estados Unidos (Adult Top 40)       | 27              |
| Estados Unidos (Hot Country Songs)  | 58              |
| Estados Unidos (Mainstream Top 40)  | 4               |
| Reino Unido (UK Download Chart)     | 56              |

## Historial de lanzamientos
| País           | Fecha                    | Formato | Sello | Ref.   |
| -------------- | ------------------------ | ------- | ----- | ------ |
| Estados Unidos | 17 de septiembre de 2002 | CD      | RCA   | [ 10 ] |
| Estados Unidos | 26 de noviembre de 2002  | DVD     | RCA   | [ 11 ] |

## Versión de Leona Lewis
«A Moment Like This» —español: «Un momento como este»— es el primer sencillo grabado por la cantante Leona Lewis, ganadora de la tercera edición de Factor X en Reino Unido, en 2006. El sencillo fue lanzado con prisas el domingo 17 de diciembre de 2006, lo cual fue inusual porque la mayoría de los sencillos nuevos son lanzados los lunes para ganar el máximo posible de ventas en las listas de Reino Unido el domingo. El rápido lanzamiento de «A Moment Like This» fue por el hecho de que Leona fue la elegida como ganadora de Factor X el 16 de diciembre (sábado) cuando la final estaba siendo retransmitida. La canción estaba disponible para descargar tras anunciarse su victoria en Factor X.
En enero de 2007, «A Moment Like This» fue nominada para los premios a los sencillos británicos. Llegó a la segunda ronda pero fue eliminada y no llegó a la elección final. Sin embargo fue galardonada con el premio al sencillo británico más vendido.

## Vídeo musical
El videoclip, al igual que el de su antecesora Kelly, es bastante simple, con imágenes de Leona en el escenario. También contiene varias imágenes de la etapa en que Leona Lewis estaba en Factor X, desde su audición hasta que fue anunciada ganadora. Simon Cowell, Sharon Osbourne, Louis Walsh, Kate Thornton y Ray Quinn aparecen en el video, que fue dirigido por JT.

## Logros comerciales
«A Moment like This» fue descargada 50 000 veces en apenas 30 minutos en cuanto fue puesta a la venta en línea, lo cual fue un récord, convirtiéndose en la canción más descargada en menos tiempo También batió el récord de la más vendida en una semana. El sencillo terminó el año en Reino Unido como el segundo más vendido del año, teniendo por encima solamente a «Crazy» de Gnarls Barkley, pero aun así fue la más descargada digitalmente en el 2006. En enero de 2007, el sencillo fue certificado platino por la British Phonographic Industry. De acuerdo con The Official Charts Company, hasta diciembre de 2012 la canción ha vendido 895 000 mil copias en Reino Unido.

## Lista de canciones
| Descarga digital |                      |          |  |
| N.º              | Título               | Duración |  |
| 1.               | «A Moment Like This» | 4:17     |  |

| Sencillo en CD |                                      |          |  |
| N.º            | Título                               | Duración |  |
| 1.             | «A Moment Like This»                 | 4:17     |  |
| 2.             | «Summertime»                         | 2:27     |  |
| 3.             | «Sorry Seems to Be the Hardest Word» | 2:52     |  |

## Posicionamiento en listas
El 24 de diciembre de 2006, la canción debutó en el número uno de las listas musicales de Reino Unido, permaneciendo en ella por cuatro semanas consecutivas.
| Lista (2006–2022)                      | Máxima posición |
| -------------------------------------- | --------------- |
| Escocia (Scottish Singles Sales Chart) | 1               |
| Europa (European Hot 100 Singles)      | 3               |
| Hungría (Single Top 40)                | 31              |
| Irlanda (IRMA)                         | 1               |
| Reino Unido (UK Singles Chart)         | 1               |
| Reino Unido (UK Download Chart)        | 1               |

## Certificaciones
| Europa      |     |      |                  |         |        |
| Reino Unido | BPI | 2007 | Disco de platino | 895 000 | [ 22 ] |

## Historial de lanzamientos
| País        | Fecha                   | Formato          | Sello discográfico |
| ----------- | ----------------------- | ---------------- | ------------------ |
| Reino Unido | 17 de diciembre de 2006 | Descarga digital | Syco Music         |
| Reino Unido | 20 de diciembre de 2006 | Sencillo en CD   | Syco Music         |